# Culen da Escócia
Colin ou Culen (assassinado em 971), filho de Indulf da Escócia, foi Rei da Escócia desde 966. Obteve o trono de Dubh mas foi morto pelo rei de Strathclyde, Riderich, cuja filha ele tinha raptado, e foi sucedido por Kenneth II da Escócia.